# Fiorano Modenese
Fiorano Modenese és una ciutat de la província de Mòdena, a l'Emília-Romanya.
Limita amb els municipis de Formigine, Maranello, Sassuolo i Serramazzoni. En el seu terme municipal es troben la reserva natural Salse di Nirano i el castell de Spezzano. Poc coneguda és l'església parroquial dedicada a Sant Joan Baptista. A Fiorano Modenese també s'hi troba el circuit privat de l'escuderia Ferrari, proper a la factoria que l'empresa té a Maranello. La ciutat es troba en una zona industrial dedicada a la producció de taulells.